# アグー・カスミル
アグー・カスミル（英語: Agu Casmir、1984年3月23日 - ）は、ナイジェリア・ラゴス出身のシンガポールの元サッカー選手。元シンガポール代表。ポジションはFW。

## クラブ歴
Sリーグのウッドランド・ウェリントンFCでプロデビュー。当時から同じラゴス出身のイティミ・ディクソンとチームメイトであった。その後、共にヤング・ライオンズに移籍し、プルシジャ・ジャカルタへの移籍で様々あった結果（騒動の章を参照）、ウッドランド・ウェリントンFCに移籍した。デビュー初年の2002年には18歳の若さで27得点の大活躍を遂げ、翌年も15得点を獲得した。ヤング・ライオンズに移籍した2004年と翌2005年は合計で31得点、再びウッドランド・ウェリントンFCに復帰した2006年にも17得点の活躍をした。また、2003年にはシンガポールに帰化し、同国四人目の帰化選手となった。
2007年にはゴンバク・ユナイテッドFCに移籍。同年9月19日のホーム・ユナイテッド戦では86分に得点し100得点目を達成、18分にコン・ハメドに奪われた得点を返す事にも成功した。同年末にゴンバク・ユナイテッドFCは契約を更新しなかった為、海外移籍が囁かれた。2008年5月にはインドネシアのクラブが興味を持っているとの噂があったが、結局8月にマレーシアのPDRM FAにノー・アラム・シャーと共に移籍。しかしながら、3試合ののちに同チームから放出され、再びゴンバク・ユナイテッドFCと契約した。
2010年にはインドネシア・スーパーリーグに所属し、かつて彼が騒動を引き起こしたプルシジャ・ジャカルタに移籍。2011年末での退団が決まるとベトナムのハノイFAのトライアルを受けたため、ベトナム行きが噂された。しかし12月5日には、新たに結成されるシンガポール・ライオンズXIIの初期メンバーになる事が発表された。同年マレーシア・スーパーリーグを2位で終えるのに貢献をしたにもかかわらず、2013年の同チームのメンバーとはならずに放出された。その後クラブに所属しない状態が続いたが、同年末にインドネシアのプルセバヤ・スラバヤに加入した。2014年6月には再びシンガポールに戻り、ウォリアーズFCの22番となったが、同年末で放出された。

## 代表歴
2003年にシンガポールに帰化し、まずはU-23代表に招集された。U-23代表としては東南アジア競技大会に2005年と2007年に出場し、2007年の際には銅メダルを獲得している。
A代表でのデビューは2004年であり、2004 タイガーカップに出場し優勝に貢献した。また、2007 東南アジアサッカー選手権では代表落ちしたものの、2008 AFFスズキカップには出場した。 続く2010 AFFスズキカップではミャンマー代表相手に試合終了間際に得点し、勝ち点3を手に入れる貢献をしたものの、準決勝へ進む事は出来なかった。
2007年の末にゴンバク・ユナイテッドFCが契約を更新しなかった為に、2008年の当初は代表に呼ばれない事も多かったが、その中でも2010 FIFAワールドカップ・アジア予選のレバノン代表戦の時にはかつて所属したヤング・ライオンズでコンディションを維持しており、代表に招集されるのに遜色ないパフォーマンスを準備していた。

## 騒動
2006年1月には地元紙が彼の欠席について報じ、物議を醸した。報道によると、彼はインドネシアのプルシジャ・ジャカルタと2万米ドルの契約を交わしたにもかかわらず、トレーニングに現れず、ロシアのサッカークラブのトライアルを受けに行っていたとの事である。そのため、プルシジャ・ジャカルタは契約金の返納を彼の代理人で元サッカー選手のジュレス・オナナに求めたと云う。
続報は2月19日にザ・ストレーツ・タイムズによって報じられた。報じられた所によると、彼は恐らくカナダに居ると思われ、サッカーのキャリアを追い求める気は無いと云う。彼の元代理人のレンガイヤン・ヴェンガダサラムの発言を引用しており、彼の語る事には、カスミルはサッカーに絶望し、シンガポールに戻る気も無い。契約を引き受けているのも年8万米ドルに達する高額で売れるからである、との事であった。
数週間後、彼がシンガポールで再びサッカーをしたがっているとの報道が為された。ゴンバク・ユナイテッドFCを含む複数のクラブが彼に関心を寄せていたが、ウッドランド・ウェリントンFCに1年契約で復帰する事となった。この時の契約金でプルシジャ・ジャカルタへは移籍金を返納した。
この一連の騒動に対してシンガポールサッカー協会は彼に1年間の代表出場停止及び2万シンガポール・ドルの罰金を命じた。

## 個人成績

### 代表
代表での得点一覧
| #   | 日附           | 場所                                             | 対戦相手     | 得点 | 結果       | 大会                 |
| --- | -------------- | ------------------------------------------------ | ------------ | ---- | ---------- | -------------------- |
| 1.  | 2004年12月13日 | ハノイ・ミーディン国立競技場                     | ラオス       | 3–1  | 6–2 (Won)  | 2004 タイガーカップ  |
| 2.  | 2004年12月13日 | ハノイ・ミーディン国立競技場                     | ラオス       | 6–2  | 6–2 (Won)  | 2004 タイガーカップ  |
| 3.  | 2004年12月29日 | クアラルンプール・KLFAスタジアム                 | ミャンマー   | 2–1  | 4–3 (Won)  | 2004 タイガーカップ  |
| 4.  | 2005年1月2日   | シンガポール・シンガポール・ナショナルスタジアム | ミャンマー   | 4–2  | 4–2 (Won)  | 2004 タイガーカップ  |
| 5.  | 2005年1月8日   | ジャカルタ・ゲロラ・ブン・カルノ・スタジアム     | インドネシア | 3–0  | 3–1 (Won)  | 2004 タイガーカップ  |
| 6.  | 2005年1月16日  | シンガポール・シンガポール・ナショナルスタジアム | インドネシア | 2–0  | 2–1 (Won)  | 2004 タイガーカップ  |
| 7.  | 2007年10月4日  | マナーマ                                         | バーレーン   | 1–0  | 1–0 (Lost) | 親善試合             |
| 8.  | 2008年12月5日  | ジャカルタ・ゲロラ・ブン・カルノ・スタジアム     | カンボジア   | 1–0  | 5–0 (Won)  | 2008 AFFスズキカップ |
| 9.  | 2008年12月5日  | ジャカルタ・ゲロラ・ブン・カルノ・スタジアム     | カンボジア   | 4–0  | 5–0 (Won)  | 2008 AFFスズキカップ |
| 10. | 2008年12月7日  | ジャカルタ・ゲロラ・ブン・カルノ・スタジアム     | ミャンマー   | 2–0  | 3–1 (Won)  | 2008 AFFスズキカップ |
| 11. | 2008年12月7日  | ジャカルタ・ゲロラ・ブン・カルノ・スタジアム     | ミャンマー   | 3–1  | 3–1 (Won)  | 2008 AFFスズキカップ |
| 12. | 2010年11月26日 | シンガポール                                     | ラオス       | 2–0  | 4–0 (Won)  | 親善試合             |
| 13. | 2010年11月26日 | シンガポール                                     | ラオス       | 4–0  | 4–0 (Won)  | 親善試合             |
| 14. | 2010年12月5日  | ハノイ・ミーディン国立競技場                     | ミャンマー   | 2–1  | 2–1 (Won)  | 2010 AFFスズキカップ |

## タイトル

### クラブ
ゴンバク・ユナイテッドFC
- シンガポール・リーグ・カップ: 2008

### 代表
シンガポール
- 東南アジアサッカー選手権: 2004
- 東南アジア競技大会:

銅メダル: 2007

### 個人
- Sリーグ100得点: 2007